# Tyranneau des Ihering
Phylloscartes difficilis
Espèce
Statut de conservation UICN

 NT  : Quasi menacé
Le Tyranneau des Ihering (Phylloscartes difficilis) est une espèce de passereaux. Son nom en français commémore les premiers descripteurs de l'espèce : Hermann von Ihering (1850-1930) et son fils Rodolpho von Ihering (1883-1939).

## Répartition
Cet oiseau vit dans le sud-est du Brésil : Espírito Santo, sud du Minas Gerais et nord-est du Rio Grande do Sul. 

## Habitat
Cet oiseau peuple la moyenne montagne (900 à 2 150 m). Les populations les plus au nord se retrouvent dans un habitat fragmenté par le pâturage et la mise en culture des terres.